# Aman Hambleton
Aman Hambleton (născut la 30 decembrie 1992) este un maestru canadian de șah . Este cunoscut ca unul dintre șahistii de top, alături de alți maeștri precum Eric Hansen, Robin van Kampen și Yasser Seirawan .  

## Cariera de șah
Hambleton s-a născut în Halifax, Nova Scotia în 1992, și a învățat să joace șah la vârsta de cinci ani. S-a mutat la Toronto la șase ani și a jucat în primul său turneu în același an. 
Și-a câștigat titlul de maestru internațional (IM) în 2013,  și a primit titlul de maestru (GM) de FIDE în aprilie 2018,  devenind al zecelea GM al Canadei.  El a câștigat prima sa normă de GM la Festivalul de șah UNAM în 2012, în timp ce era încă un maestru FIDE, dar nu a reușit sa-si obtina a doua normă până la Openul de la Reykjavik din aprilie 2017. El a promis, în martie 2017, să nu-și radă barba până nu  obține titlul de GM,  a câștigat a treia sa normă de GM în decembrie 2017  De asemenea, el a câștigat Campionatul canadian de șah deschis în iulie 2017, împărțindu-se pe primul loc cu Razvan Preotu cu scorul de 6½ / 9. 
Hambleton a reprezentat Canada la cea de-a 41-a Olimpiadă de șah . Pe tabloul de rezervă, el a marcat 3½ / 7 (+ 2–2 = 3).  A marcat pe tabloul de rezervă la a 43-a Olimpiadă de șah .  Ultima clasare a jucatorului canadian a fost pe pozitia cu nr 11, cu un rating de 2454. Clasament facut in Aprilie 2020.

## linkuri externe
- Aman Hambleton at ChessGames.com
- Profilul lui Aman Hambleton la FIDE